# خواهر و برادر (انسان‌شناسی)
خواهر و برادر یا سیب (به انگلیسی: Sib) یک اصطلاح فنی در رشته انسان‌شناسی است که در اصل به خویشاوندی گروه در میان آنگلوساکسون و ژرمن‌ها دلالت می‌کرد. در یک مفهوم گسترده، سپس اصطلاح استاندارد برای انواع دیگر انواع خطی (مادرتباری یا پدرتباری) یا همبستگی (یعنی از طریق پیوندهای هر دو جنس فرود آمده) نسبت‌های خانوادگی تبدیل شد. این کلمه همچنین ممکن است نشان‌دهنده عضوی از چنین گروهی باشد.
مردم‌شناسان آمریکایی اغلب اصطلاح «سیب» را به عنوان اصطلاح عمومی برای مقوله‌ای استفاده می‌کنند که به زیر طبقه‌بندی «پتری-سیب» تقسیم می‌شود که به تبار طایفه پدری و «ماتری سیب» به تبار قبیله مادرزادی اشاره دارد.